# Daniel Frahn
Daniel Frahn (Potsdam, 3 augustus 1987) is een Duitse voetballer die als aanvaller speelt en sinds 2021 ook jeugdtrainer is bij SV Babelsberg 03.

## Carrièrestatistieken
| Seizoen                    | Club               | Land      | Competitie           | Wed. | Goals |
| -------------------------- | ------------------ | --------- | -------------------- | ---- | ----- |
| 2005/06                    | Energie Cottbus    | Duitsland | 2. Bundesliga        | 1    | 0     |
| 2005/06                    | Energie Cottbus II | Duitsland | Oberliga Nordost     | 12   | 1     |
| 2006/07                    | Hertha BSC         | Duitsland | Bundesliga           | 0    | 0     |
| 2006/07                    | Hertha BSC II      | Duitsland | Regionalliga Nord    | 31   | 4     |
| 2007/08                    | SV Babelsberg 03   | Duitsland | Regionalliga Nord    | 28   | 5     |
| 2008/09                    | SV Babelsberg 03   | Duitsland | Regionalliga Nord    | 27   | 11    |
| 2009/10                    | SV Babelsberg 03   | Duitsland | Regionalliga Nord    | 32   | 29    |
| 2010/11                    | RB Leipzig         | Duitsland | Regionalliga Nord    | 31   | 16    |
| 2011/12                    | RB Leipzig         | Duitsland | Regionalliga Nord    | 34   | 26    |
| 2012/13                    | RB Leipzig         | Duitsland | Regionalliga Nordost | 27   | 20    |
| 2013/14                    | RB Leipzig         | Duitsland | 3. Liga              | 34   | 18    |
| 2014/15                    | RB Leipzig         | Duitsland | 2. Bundesliga        | 23   | 4     |
| 2015/16                    | FC Heidenheim      | Duitsland | 2. Bundesliga        | 10   | 1     |
| 2015/16                    | Chemnitzer FC      | Duitsland | 3. Liga              | 15   | 8     |
| 2016/17                    | Chemnitzer FC      | Duitsland | 3. Liga              | 35   | 9     |
| 2017/18                    | Chemnitzer FC      | Duitsland | 3. Liga              | 32   | 13    |
| 2018/19                    | Chemnitzer FC      | Duitsland | Regionalliga Nordost | 32   | 24    |
| 2019/20                    | Chemnitzer FC      | Duitsland | 3. Liga              | 1    | 0     |
| 2019/20                    | SV Babelsberg 03   | Duitsland | Regionalliga Nordost | 5    | 2     |
| 2020/21                    | SV Babelsberg 03   | Duitsland | Regionalliga Nordost | 13   | 6     |
| 2021/22                    | SV Babelsberg 03   | Duitsland | Regionalliga Nordost | 30   | 18    |
| 2022/23                    | SV Babelsberg 03   | Duitsland | Regionalliga Nordost | 27   | 12    |
| 2023/24                    | SV Babelsberg 03   | Duitsland | Regionalliga Nordost | 32   | 11    |
| Totaal                     | Totaal             | Totaal    | Totaal               | 512  | 238   |
| Bijgewerkt tot 4 juni 2024 |                    |           |                      |      |       |

## Interlandcarrière

### Duitsland onder 19
Op 24 april 2006 debuteerde Frahn voor Duitsland -19 in een vriendschappelijke wedstrijd tegen Polen -19.
| Interlands van Daniel Frahn    | Interlands van Daniel Frahn    | Interlands van Daniel Frahn    | Interlands van Daniel Frahn    | Interlands van Daniel Frahn    | Interlands van Daniel Frahn    |
| №                              | Datum                          | Wedstrijd                      | Uitslag                        | Soort Wedstrijd                | Doelpunten                     |
| Als speler bij Energie Cottbus | Als speler bij Energie Cottbus | Als speler bij Energie Cottbus | Als speler bij Energie Cottbus | Als speler bij Energie Cottbus | Als speler bij Energie Cottbus |
| ------------------------------ | ------------------------------ | ------------------------------ | ------------------------------ | ------------------------------ | ------------------------------ |
| 1.                             | 24-4-2006                      | Duitsland - Polen              | ?-?                            | Vriendschappelijk              | 0                              |

## Erelijst

### MetSV Babelsberg 03
| Nationaal                  |    |         |
| Kampioen Regionalliga Nord | 1x | 2009/10 |

### MetRB Leipzig
| Nationaal                     |    |         |
| Kampioen Regionalliga Nordost | 1x | 2012/13 |

### MetChemnitzer FC
| Nationaal                  |    |         |
| Kampioen Regionalliga Nord | 1x | 2018/19 |

### Individueel
| Nationaal                      |    |                            |
| Topscorer Regionalliga Nord    | 2x | 2009/10 (29), 2011/12 (26) |
| Topscorer Regionalliga Nordost | 2x | 2012/13 (20), 2018/19 (24) |